# 信濃史学会
信濃史学会（しなのしがっかい）は、長野県の郷土史（地方史学）に関する学術団体。主に歴史学、民俗学、考古学、人文地理学などによる地方史の総合研究を目的としている。

## 歴史
昭和7年（1932年）、郷土史家の栗岩英治や第六十三国立銀行の町田礼助らによって「信濃郷土史研究会」が設立され、第一次『信濃』が創刊された。昭和17年（1942年）、一志茂樹によって引き継がれ、「信濃史学会」として第二次『信濃』が創刊された。昭和20年（1945年）3月には戦時下の出版統制により、信濃毎日新聞に委譲して一時解散したが、同年5月には一志らによって「信濃郷土史研究会」の第三次『信濃』として復刊し、昭和32年（1957年）に再度「信濃史学会」と改称した。平成11年（1999年）には日本学術会議から協力学術研究団体に認定されている。
当初は機関誌『信濃』の発行を主としていたが、昭和38年（1963年）からは学会活動として、春期の総会と、夏期、秋期、冬季の例会を開き、会員の研究発表と県内外の招待学者の特別講演を行っている。また、昭和44年（1969年）以来、数度にわたって地方史研究全国大会を開催している。

## 会長
- 後藤芳孝（2022年（令和4年）から）[2]